# Coxa vara
La coxa vara és una deformitat del maluc, per la qual l'angle entre el cap i l'eix del fèmur es redueix a menys de 120 graus. Això fa que la cama s'escurci i el desenvolupament d'una coixesa. Pot ser congènita i sol ser causada per una lesió, com una fractura. També pot ocórrer quan el teixit ossi del coll del fèmur és més tou del normal, la qual cosa fa que es doblegui sota el pes del cos. Això pot ser congènit o el resultat d'un trastorn ossi. La causa més freqüent de coxa vara és la congènita o del desenvolupament. Altres causes comunes inclouen malalties metabòliques òssies (per exemple, malaltia de Paget de l'os), deformitats post-Perthes, osteomielitis i posttraumàtiques (a causa d'una curació inadequada d'una fractura entre el trocànter major i el menor). La deformitat de Shepherd Crook és una forma greu de coxa vara on el fèmur proximal està greument deformat amb una reducció de l'angle de l'eix del coll més enllà dels 90 graus. És més freqüentment una seqüela d'osteogènesi imperfecta, malaltia de Paget, osteomielitis, tumors i afeccions semblants a tumors (per exemple, displàsia fibrosa).
La coxa vara pot ocórrer en la disostosi clidocranial.